# Ekkehard Hahn

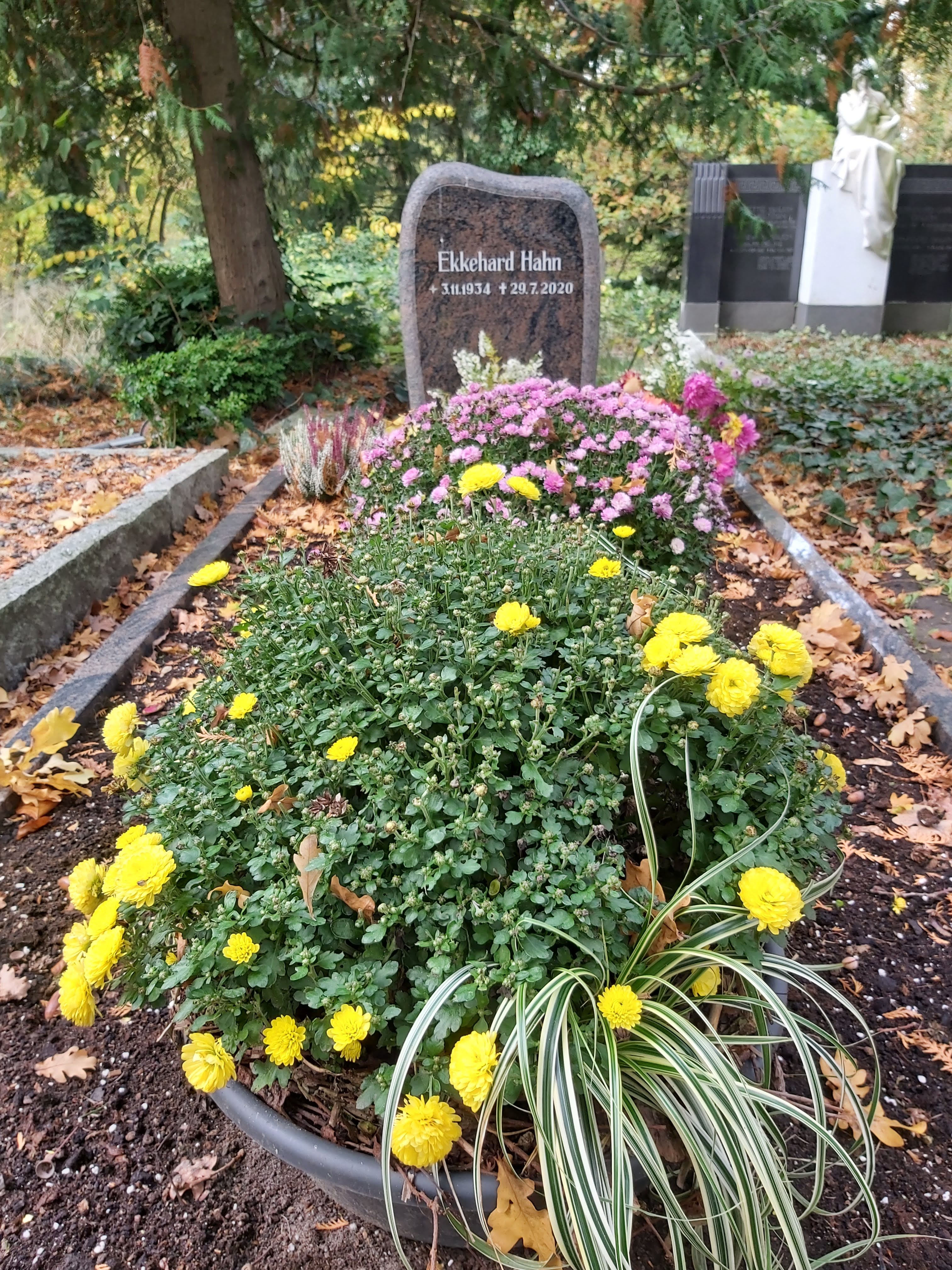
Grab – Alter Friedhof in Schwerin

Ekkehard Hahn (* 3. November 1934 in Naumburg (Saale); † 29. Juli 2020 in Schwerin) war ein deutscher Schauspieler.

## Leben
Der aus einer musischen Familie stammende Ekkehard Hahn wollte ursprünglich Arzt werden, entschloss sich aber 1956, an der Hochschule für Musik Franz Liszt Weimar ein Studium für Gesang, Pauke, Schlagzeug und Schauspiel aufzunehmen, welches er 1963 erfolgreich beendete. Während dieses Studiums wirkte er bereits als Reporter und Sprecher am Sender Weimar. Anschließend erreichte ihn der Ruf des Generalintendanten des Mecklenburgischen Staatstheaters Schwerin Martin Hellberg, der ihn erst mit vielen Argumenten und einer eigenen Wohnung zu einem einjährigen Engagement am Schweriner Theater überreden konnte. Aus dem verabredeten einem Jahr wurden über 45 Jahre, bis er 1999 in den Ruhestand ging. In dieser Zeit hat er Rollen in allen möglichen Genres gespielt.
Im Fernsehen wurde er bekannt als Paris in „Das Opfer Helena“, als Rechtsanwalt Menk im „Warschauer Konzert“ und als Stimmungskanone für „Klock 8, achtern Strom“; er war ein charmanter Plauderer in der Chansonsendung „Viele Lieder kennt der Wind“ und Quizmeister bei „Unbekannt bis heute“. Neben der Schauspielerei ist Ekkehard Hahn durch Lesungen und vielseitige Tätigkeiten bei Film und Hörfunk bekannt geworden.

## Filmografie
- 1964: Viel Lärm um nichts
- 1964: Als Martin vierzehn war
- 1977: Eine vollkommen erlogene Geschichte (Fernsehfilm)
- 1982: Die Spaghettibande (Fernsehfilm)
- 1986: Alfons Zitterbacke (Fernsehserie, 2 von 6 Folgen)
- 1990: Wilhelm Tell (Theateraufzeichnung)

## Theater
- 1963: Oscar Wilde: Der ideale Gatte (Lord) – Regie: ? (Mecklenburgisches Staatstheater Schwerin)
- 1963: Bertolt Brecht: Die Dreigroschenoper (Mackie Messer) – Regie: ? (Mecklenburgisches Staatstheater Schwerin)
- 1967: Nikolai Pogodin: Das Glockenspiel des Kreml – Regie: Wolfgang Bachmann (Mecklenburgisches Staatstheater Schwerin)
- 1968: Rolf Hochhuth: Der Stellvertreter – Regie: Percy Dreger (Mecklenburgisches Staatstheater Schwerin – Kammerbühne)
- 1976: Aurel Baranga: Die öffentliche Meinung – Regie: Horst Rehberg (Mecklenburgisches Staatstheater Schwerin)
- 1977: Friedrich Schiller: Don Carlos (Herzog von Alba) – Regie: Christoph Schroth (Mecklenburgisches Staatstheater Schwerin)
- 1977: Armin Stolper nach Michail Bugalkow: Aufzeichnungen eines Toten – Regie: Gertrud-Elisabeth Zillmer (Mecklenburgisches Staatstheater Schwerin)
- 1983: Dario Fo: Hohn der Angst  – Regie: Jochen Ziller (Mecklenburgisches Staatstheater Schwerin – Kammerbühne)
- 1984: Volker Braun:  Dmitri (Bürger) – Regie: Christoph Schroth (Mecklenburgisches Staatstheater Schwerin)
- 1986: Ernst Barlach: Die echten Sedemunds (Onkel Waldemar) – Regie: Horst Hawemann (Mecklenburgisches Staatstheater Schwerin)
- 1988: Nikolai Erdman: Der Selbstmörder (Grand Skubik) – Regie: Horst Hawemann (Mecklenburgisches Staatstheater Schwerin)
- 1989: William Shakespeare: Maß für Maß – Regie: Alexander Stillmark (Mecklenburgisches Staatstheater Schwerin)
- 1990: Patrick Süskind: Der Kontrabaß  – Regie: Norbert Schnell (Mecklenburgisches Staatstheater Schwerin – TiK)
- 1991: Aristophanes: Plutos (Chremylos) – Regie: Marina Wandruszka (Mecklenburgisches Staatstheater Schwerin)
- 1993: William Shakespeare: Othello (Clown) – Regie: Michael Jurgons (Mecklenburgisches Staatstheater Schwerin)
- 1993: Christopher Marlowe: Tragische Historie von Leben und Tod des Doktor Faustus   (Narr) – Regie: Ingo Waszerka (Mecklenburgisches Staatstheater Schwerin – Schlosshof)

## Hörspiele
- 1970: Marija Prileshajewa: Ein ungewöhnliches Jahr (Lenin) – Regie: Detlef Kurzweg (Kinderhörspiel – Rundfunk der DDR)
- 1970: Leonid Maljugin: Mein spöttisches Glück (Maxim Gorki) – Regie: Fritz Göhler (Hörspiel – Rundfunk der DDR)
- 1970: Sergei Antonow: Erzählungen über Lenin (Lenin) – Regie: Peter Gröger (Kurzhörspiel – Rundfunk der DDR)
- 1973: Bertolt Brecht: Leben des Galilei (Sprecher) – Regie: Fritz Göhler (Hörspiel – Rundfunk der DDR)
- 1973: William Shakespeare: Die tragische Geschichte von Hamlet, Prinz von Dänemark (1. Schauspieler) – Regie: Fritz Göhler (Hörspiel – Rundfunk der DDR)
- 1975: Jan Petersen: Sieben Wochen (Ede) – Regie: Christoph Schroth (Hörspiel – Rundfunk der DDR)
- 1975: Albert Camus: Aufstand in Asturien (Stimme der Reaktion) – Regie: Peter Groeger (Hörspiel – Rundfunk der DDR)
- 1978: Sibylle Durian: Der Sommer geht in Urlaub (Erzähler) – Regie: Horst Dieter Hofmann (Kinderhörspiel/Kurzhörspiel – Rundfunk der DDR)
- 1978: Hans-Joachim Frühauf: Wartestunde (Ingenieur) – Regie: Joachim Staritz (Hörspiel – Rundfunk der DDR)
- 1978: Aleksander Bednarz: Das Rondell (Bekannter) – Regie: Joachim Staritz (Hörspiel – Rundfunk der DDR)
- 1978: Eila Pennanen: Katis Liebe (Verwalter) – Regie: Joachim Staritz (Kurzhörspiel – Rundfunk der DDR)
- 1978: Sándor Török: Das verflixte Fenster (Tschilitschala) – Regie: Horst Dieter Hofmann (Kinderhörspiel/Kurzhörspiel – Rundfunk der DDR)
- 1979: Eberhard Kreissig: Bedenke, was du wählst (Erzähler) – Regie: Detlef Kurzweg (Kurzhörspiel aus der Reihe Geschichten aus dem Hut – Rundfunk der DDR)
- 1979: Hans Joachim Nauschütz: O, diese Weiber (Oberleutnant) – Regie: Detlef Kurzweg (Kinderhörspiel – Rundfunk der DDR)
- 1979: Joachim Witte: Geheimauftrag (Lachaud) – Regie: Reneé Eigendorf (Kinderhörspiel – Rundfunk der DDR)
- 1979: Theodor Storm: Die Regentrude (Stimme der Reaktion) – Regie: Reneé Eigendorf (Kinderhörspiel – Rundfunk der DDR)
- 1979: Helmut H. Schulz: Der grüne Elefant (Dregen/Ein Schupo) – Regie: Joachim Staritz (Kriminalhörspiel – Rundfunk der DDR)
- 1980: Hans Eschenburg: Im Netz (Hauptmann Dömitz) – Regie: Horst Dieter Hofmann (Kinderhörspiel/Kurzhörspiel – Rundfunk der DDR)
- 1980: Claus B. Schröder: Ein richtiges Leben (Sprecher) – Regie: Christoph Schroth (Kriminalhörspiel aus der Reihe Tatbestand – Rundfunk der DDR)
- 1982: Maria Krieger: Ein Augenblick – so leicht wie eine Feder (Erzähler) – Regie: Reneé Eigendorf (Kinderhörspiel – Rundfunk der DDR)
- 1982: Irina Liebmann: Ist denn nirgendwo was los – Regie: Christoph Schroth (Kinderhörspiel/Kurzhörspiel – Rundfunk der DDR)
- 1982: Hans-Werner Hohnert: Der Mond scheint auf Großmittelklein (Alfred) – Regie: Christoph Schrothr (Hörspiel – Rundfunk der DDR)
- 1984:Volkstext: Alif Laila wa Laila oder Die Erzählungen aus den 1001 Nächten  – Regie: Reiner Flath (Kinderhörspiel – Rundfunk der DDR)
- 1985: Niccolò Machiavelli: Mandragola (Nicia) – Regie: Joachim Staritz (Hörspiel – Rundfunk der DDR)
- 1985: Christian Nowack: Träume sind Schäume (Oskar) – Regie: Joachim Staritz (Kurzhörspiel aus der Reihe Waldstraße Nummer 7 – Rundfunk der DDR)
- 1986: Christian Nowack: Hase und Igel (Oskar) – Regie: Joachim Staritz (Kurzhörspiel aus der Reihe Waldstraße Nummer 7 – Rundfunk der DDR)
- 1986: Reinhard Hanke: Arsenik (Karl Gärtner) – Regie: Joachim Staritz (Kriminalhörspiel/Kurzhörspiel – Rundfunk der DDR)
- 1986: Lothar Gitzel: Das Schlafzimmer (Vermieter) – Regie: Joachim Staritz (Kurzhörspiel – Rundfunk der DDR)
- 1986: Brüder Grimm: Die Bärenhaut (Hausbesitzer) – Regie: Joachim Staritz (Kinderhörspiel – Rundfunk der DDR)
- 1986: Mark Herzberg: Sieg um jeden Preis (Mister Wood) – Regie: Joachim Staritz (Kriminalhörspiel/Kurzhörspiel – Rundfunk der DDR)
- 1986: Henryk Bardijewski: Gesund sein ist alles (Gant, Pora) – Regie: Joachim Staritz (Hörspiel – Rundfunk der DDR)
- 1987: Ehm Welk: Das Heidendöpen (Pastor) – Regie: Reiner Flath (Kinderhörspiel/Kurzhörspiel – Rundfunk der DDR)
- 1987: Marie von Ebner-Eschenbach: Das Gemeindekind (Bürgermeister) – Regie: Joachim Staritz (Kinderhörspiel, 2 Teile – Rundfunk der DDR)
- 1987: Ho Zhi: Der Affenkauf (Vorsitzender/Abteilungsleiter) – Regie: Joachim Staritz (Hörspiel – Rundfunk der DDR)
- 1987: Ehm Welk: Die Martinsgans (Pastor) – Regie: Reiner Flath (Kinderhörspiel/Kurzhörspiel – Rundfunk der DDR)
- 1988: Karl Dietrich: Hinnerk Wittkamp (Saß) – Regie: Reiner Flath (Kinderhörspiel – Rundfunk der DDR)
- 1988: John Brinckman: Schiemannsgarn (Michel) – Regie: Reiner Flath (Kinderhörspiel – Rundfunk der DDR)
- 1988: Klaus Wendt: Das Fahrrad (Superintendent) – Regie: Joachim Staritz (Mundarthörspiel – Rundfunk der DDR)
- 1988: Ulrich Frohriep: Der Maler und das Mädchen (ABV Hermann) – Regie: Joachim Staritz (Kriminalhörspiel/Kurzhörspiel – Rundfunk der DDR)
- 1993: Gerhard Rentzsch: Geschichte für die Katz (Wulkenthin) – Regie: Walter Niklaus (Hörspiel – MDR/DS Kultur)

## Auszeichnungen
- 2004: Kulturpreis des Landes Mecklenburg-Vorpommern